# مطبخ مالطي

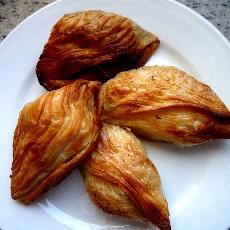
نوعان من الباستيزي الماطي

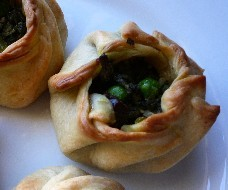
طبق معد بيتياً مكون من السبانخ مع تونة مملحة والأنشوف وبعض الأعشاب

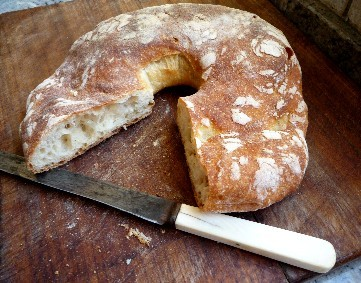
فطيرة طازجة

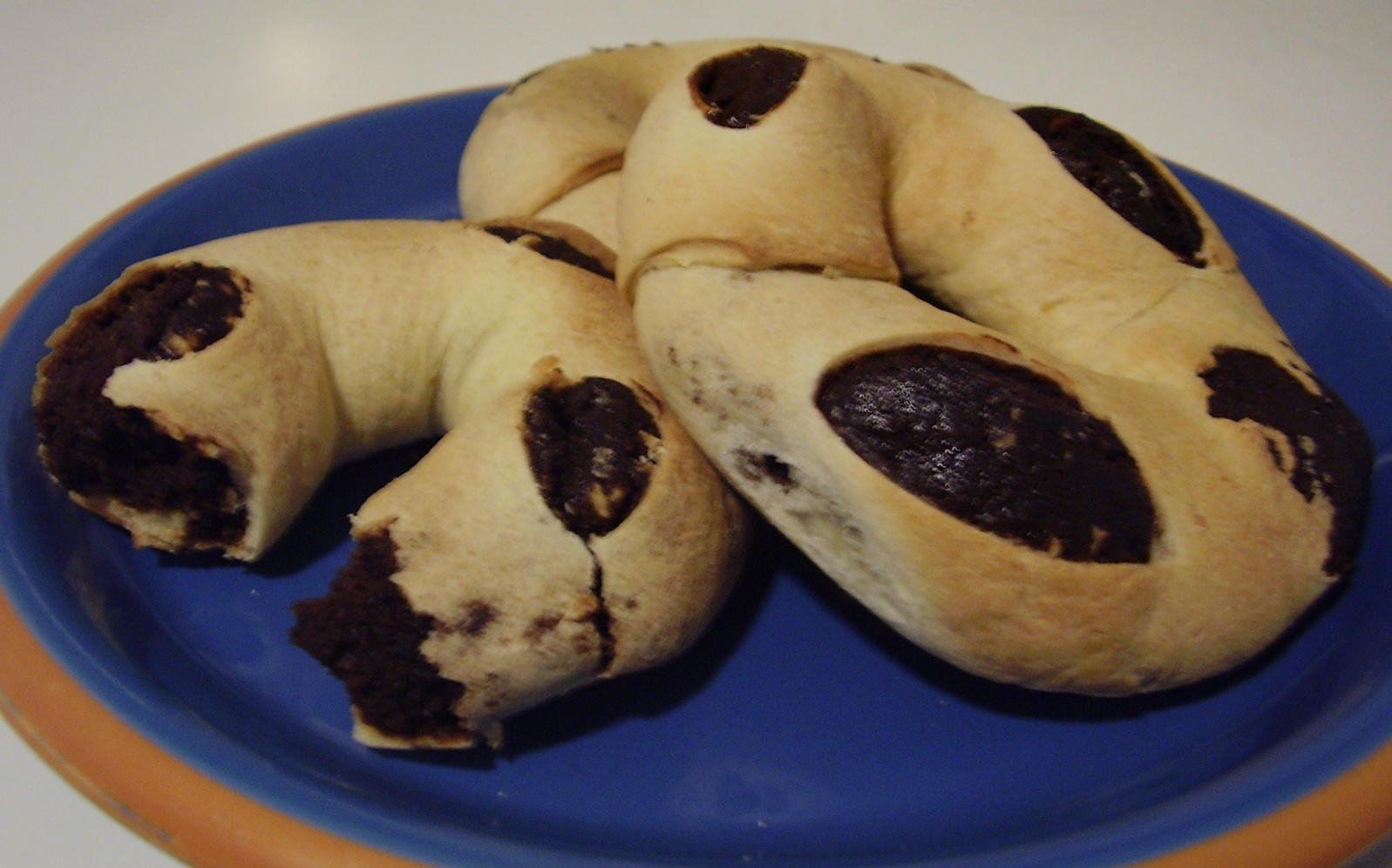
تل كاستانيجا (معجنات مالطية)

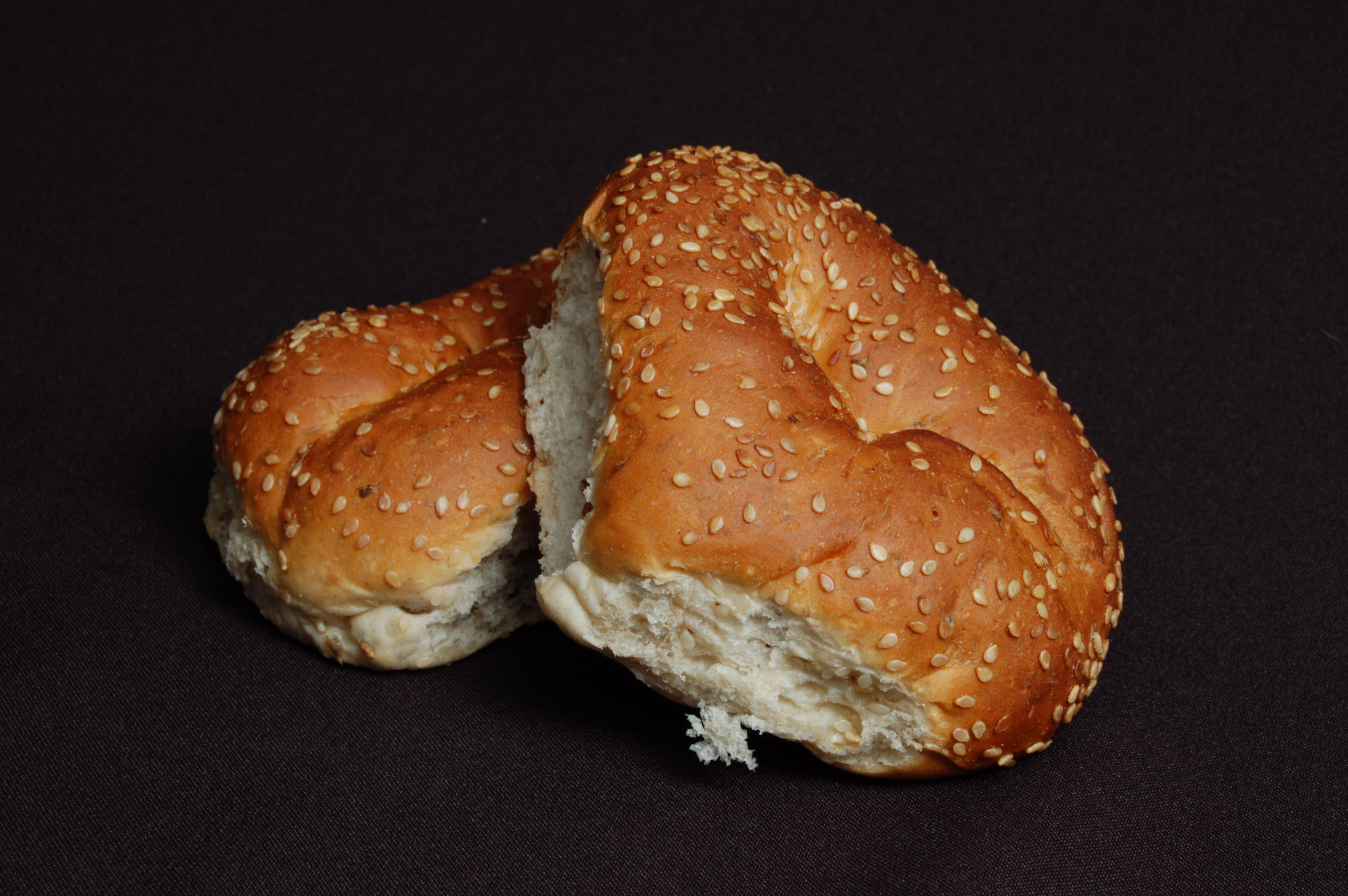
معجنات مالطية

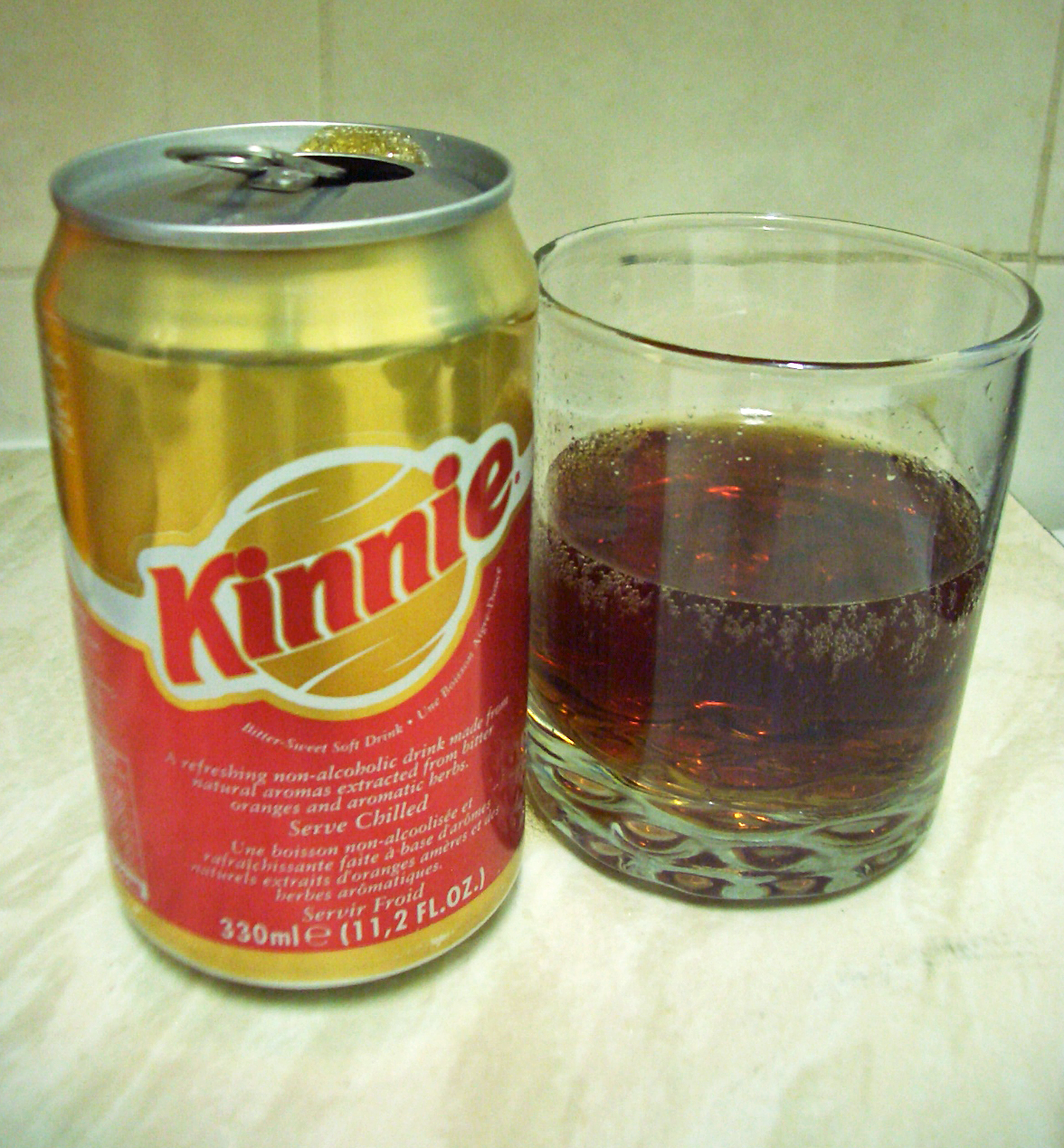
علبة من الكيني.

المطبخ المالطي هو مثال قياسي على مطبخ البحر الأبيض المتوسط ويعتمد على موسمي المحاصيل الطازجة المتوفرة محليا بالإضافة إلى المأكولات البحرية مع بعض التأثير القادم من المطبخ الإيطالي وخاصة في الجنوب وصقلية.
هناك العديد من الأطباق الفريدة والمتميزة والعديد من المأكولات المحلية التي تجسد الموروثات والذوق المالطي المتضمن ليس فقط التأثير الإيطالي والإسباني ولكن التأثير المغاربي أيضاً بالإضافة إلى المزيد من التأثير البريطاني في الآونة الأخيرة.
المطبخ المالطي ما زال شائعا في المنازل والمطاعم في مالطا. جنبا إلى جنب مع المطبخ التقليدي ذو السمة الواضحة للطابع الأوروبي.
هذا المقال يشير حصرًا إلى الأطباق التقليدية من مالطا وغوزو والتي لا زال تعد على نطاق واسع ويستمتع بها في جزيرتي مالطا وغودش.

## كيني
الكيني هو مشروب غير كحولي منعش جداً ومصنوع من عصير فاكهة حمضية تعرف باسم الجينو مضافاً إليها بعض الأعشاب.